# Granica Królestwa Kongresowego z Wolnym Miastem Krakowem
Granica polsko-krakowska – granica państwowa pomiędzy Królestwem Polskim (Imperium Rosyjskim) i Wolnym Miastem Krakowem, istniejąca w latach 1815–1846.

## Kształtowanie się granicy
Granica powstała w wyniku likwidacji Księstwa Warszawskiego i utworzenia na kongresie wiedeńskim Wolnego Miasta Krakowa oraz Królestwa Polskiego. Wolne Miasto obejmowało miasto Kraków wraz z okolicznymi wsiami.
16 listopada 1846 Wolne Miasto zostało włączone do Cesarstwa Austrii jako Wielkie Księstwo Krakowskie.

## Przebieg granicy
Granica ciągnęła się od rzeki Wisły w okolicach wsi Mogiła (obecnie Nowa Huta) Potokiem Kościelnickim 10 km na północ, następnie (pomiędzy Wąsowem a Czulicami) zmieniała bieg na północno-zachodni (biegła między innymi na południe od Luborzycy, Szyc, Będkowic, Gorenic, Niesułowic), następnie rzeką Biała Przemsza do Jęzora i Trójkąta Trzech Cesarzy w pobliżu Mysłowic.
W okresie II RP stanowiła granicę pomiędzy województwami krakowskim i kieleckim, a w latach okupacji pomiędzy powiatem ziemskim krakowskim i miechowskim.
Obecna wschodnia i część północno-wschodniej granicy miasta Krakowa pokrywa się z dawną granicą WM Krakowa z Królestwem Polskim.